# Імлей-Сіті (Мічиган)
Імлей-Сіті (англ. Imlay City) — місто (англ. city) в США, в окрузі Лапір штату Мічиган. Населення — 3703 особи (2020).

## Географія
Імлей-Сіті розташований за координатами 43°1′1″ пн. ш. 83°4′35″ зх. д. / 43.01694° пн. ш. 83.07639° зх. д. (43.016867, -83.076449).  За даними Бюро перепису населення США в 2010 році місто мало площу 6,13 км², уся площа — суходіл.

## Демографія
Згідно з переписом 2010 року, у місті мешкало 3597 осіб у 1356 домогосподарствах у складі 841 родини. Густота населення становила 587 осіб/км².  Було 1600 помешкань (261/км²).
Расовий склад населення:
| - 82,9 % — білих - 0,9 % — чорних або афроамериканців - 0,6 % — азіатів - 0,3 % — корінних американців - 12,1 % — осіб інших рас |

До двох чи більше рас належало 3,2 %. Частка іспаномовних становила 29,0 % від усіх жителів.
За віковим діапазоном населення розподілялося таким чином: 30,2 % — особи молодші 18 років, 57,0 % — особи у віці 18—64 років, 12,8 % — особи у віці 65 років та старші. Медіана віку мешканця становила 33,0 року. На 100 осіб жіночої статі у місті припадало 90,2 чоловіків;  на 100 жінок у віці від 18 років та старших — 87,5 чоловіків також старших 18 років.
Середній дохід на одне домашнє господарство  становив 43 643 долари США (медіана — 35 958), а середній дохід на одну сім'ю — 54 232 долари (медіана — 50 400). Медіана доходів становила 36 875 доларів для чоловіків та 25 424 долари для жінок. За межею бідності перебувало 17,3 % осіб, у тому числі 19,2 % дітей у віці до 18 років та 8,7 % осіб у віці 65 років та старших.
Цивільне працевлаштоване населення становило 1630 осіб. Основні галузі зайнятості: виробництво — 25,2 %, роздрібна торгівля — 19,2 %, освіта, охорона здоров'я та соціальна допомога — 15,3 %, мистецтво, розваги та відпочинок — 14,2 %.